# Pije Kuba do Jakuba
Pije Kuba do Jakuba – polska piosenka tradycyjna. Autor melodii, prawdopodobnie XVIII-wiecznej, pozostaje anonimowy, autorem słów jest Stefan Witwicki.  Pieśń jest wykonywana w różnych wersjach tekstu, różnych wersjach melodii i w różnej długości.

## Okoliczności wykonywania
Piosenkę „Pije Kuba do Jakuba” wykonuje się między innymi na weselach, przyjęciach, dyskotekach i przy ognisku.

## Wykonania
- Anna German,
- Krzysztof Krawczyk,
- Rudi Schuberth,
- Bohdan Smoleń,
- Hetman,
- Bayer Full
- i inni